# Kondumal
Kondumal es una ciudad censal situada en el distrito de Chandrapur en el estado de Maharashtra (India). Su población es de 10497 habitantes (2011). 

## Demografía
Según el censo de 2011 la población de Kondumal era de 10497 habitantes, de los cuales 5405 eran hombres y 5092 eran mujeres. Kondumal tiene una tasa media de alfabetización del 95,29%, superior a la media estatal del 82,34%: la alfabetización masculina es del 95,93%, y la alfabetización femenina del 94,60%.